# NGC 6041
NGC 6041 és una galàxia el·líptica geganta situada aproximadament 470 milions anys-llum a la constel·lació d'Hèrcules. NGC 6041 té una coberta estesa que és distorsionada cap al parell de galàxies Arp 122. NGC 6041 és la galàxia més brillant (BCG) del cúmul d'Hèrcules. La galàxia va ser descoberta per l'astrònom Édouard Stephan el 27 de juny de 1870.